# هانس كولر (ملحن)
هانس كولر (بالألمانية: Hans Koller)‏ هو عازف جاز ورسام وملحن نمساوي، ولد في 12 فبراير 1921 في فيينا في النمسا، وتوفي بنفس المكان في 21 ديسمبر 2003.

## وصلات خارجية
- الموقع الرسمي
- هانس كولر على موقع IMDb (الإنجليزية)
- هانس كولر على موقع ميوزك برينز (الإنجليزية)
- هانس كولر على موقع إن إن دي بي (الإنجليزية)
- هانس كولر على موقع أول ميوزيك (الإنجليزية)
- هانس كولر على موقع ديسكوغز (الإنجليزية)
- هانس كولر على موقع كينوبويسك (الروسية)
- هانس كولر على موقع كينوبويسك (الروسية)